# Claudio Muñoz
Claudio Andrés Muñoz Camilo (Santiago, Chile, 2 de diciembre de 1984) es un exfutbolista chileno. Pese a haber ocupado la posición de lateral derecho durante años, también se desempeñó como central.

## Trayectoria

### Universidad Católica
Nacido en la comuna santiaguina de Quinta Normal, Muñoz comenzó a jugar en las categorías inferiores de Universidad Católica, para que en 2004, debutara en un duelo disputado contra Santiago Wanderers por el Torneo Apertura, bajo la dirección técnica del señor Jorge Pellicer.

## Selección nacional
Ha sido internacional con la Selección Chilena en dos oportunidades bajo el mando de Nelson Acosta. Cabe destacar que Muñoz ha sido hombre de confianza de Jorge Pellicer en su carrera, teniendo como claro hecho que todos los títulos de él han sido bajo su dirección técnica, como también lo hizo debutar profesionalmente.

### Partidos internacionales
| 1     | 27 de abril de 2007 | Estadio El Teniente, Rancagua, Chile | Chile      | 1-0 | Nueva Zelanda |   |  | Nelson Acosta | Amistoso |
| 2     | 16 de mayo de 2007  | Estadio Germán Becker, Temuco, Chile | Chile      | 2-0 | Cuba          |   |  | Nelson Acosta | Amistoso |
| Total | Total               | Total                                | Presencias | 2   | Goles         | 0 |  |               |          |

| Selección chilena | Selección chilena | Selección chilena |
| Año               | Partidos          | Goles             |
| ----------------- | ----------------- | ----------------- |
| 2007              | 2                 | 0                 |
| Total             | 2                 | 0                 |

## Clubes
- Actualizado al último partido disputado: 14 de octubre de 2017.

| Club                      | País           | Año       | PJ  | Goles |
| ------------------------- | -------------- | --------- | --- | ----- |
| Universidad Católica      | Chile          | 2004-2007 | 76  | 3     |
| Unión Atlético Maracaibo  | Venezuela      | 2008      | 17  | 0     |
| Provincial Osorno         | Chile          | 2008      | 9   | 0     |
| Universidad de Concepción | Chile          | 2009-2010 | 66  | 2     |
| Unión La Calera           | Chile          | 2011      | 34  | 1     |
| Huachipato                | Chile          | 2012-2016 | 159 | 2     |
| Deportes Antofagasta      | Chile          | 2016-2017 | 20  | 1     |
| San Marcos de Arica       | Chile          | 2017      | 15  | 0     |
| Tulsa Roughnecks FC       | Estados Unidos | 2018      | 31  | 0     |

## Palmarés

### Campeonatos nacionales
| Título           | Equipo                    | País  | Año     |
| ---------------- | ------------------------- | ----- | ------- |
| Primera División | Universidad Católica      | Chile | 2005-C  |
| Copa Chile       | Universidad de Concepción | Chile | 2008-09 |
| Primera División | Huachipato                | Chile | 2012-C  |

### Distinciones individuales
| Distinción                | Año  |
| ------------------------- | ---- |
| Premio Fair Play de Chile | 2009 |

| Predecesor: Lorenzo Reyes | Capitán de Huachipato 2013-2016 | Sucesor: Omar Merlo |